# Liczba Bestii
Liczba Bestii – pojęcie odnoszące się do jednej z postaci 13 rozdziału Apokalipsy św. Jana – pierwszej z Bestii, popularnie utożsamianej z Szatanem lub Antychrystem. Jest ono zwykle kojarzone z liczbą 666, choć w niektórych wersjach tekstu wartość ta wynosi 616, 646 lub 665. Bywa ona zapisywana również jako „FFF” („F” jest szóstą literą alfabetu łacińskiego).

Tu jest [potrzebna] mądrość. Kto ma rozum, niech liczbę Bestii przeliczy: liczba to bowiem człowieka. A liczba jego: sześćset sześćdziesiąt sześć.

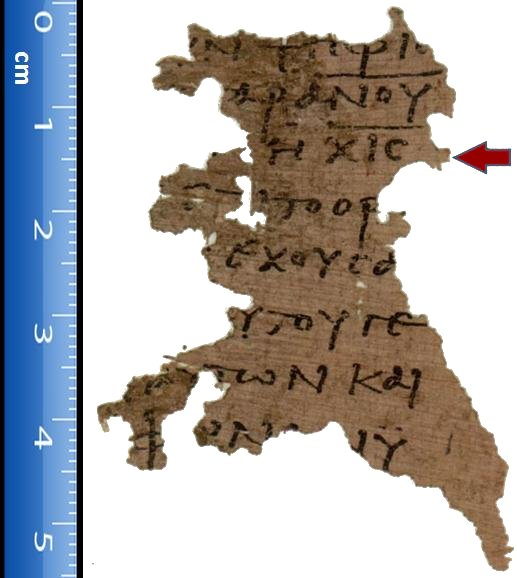
Liczba Bestii na papirusie 115

Tekst grecki za Kodeksem Aleksandryjskim: Ὧδε ἡ σοφία ἐστίν· ὁ ἔχων νοῦν ψηφισάτω τὸν ἀριθμὸν τοῦ θηρίου· ἀριθμὸς γὰρ ἀνθρώπου ἐστίν· καὶ ὁ ἀριθμὸς αὐτοῦ χξϛʹ.

## Pochodzenie
Zarówno we wczesnym chrześcijaństwie, jak i dziś Liczba Bestii była utożsamiana z dwiema liczbami: 666 i rzadziej 616. Wiąże się to z istnieniem 2 wersji tej liczby w Apokalipsie 13,18. Większość źródeł (w tym Kodeks Aleksandryjski) podaje bowiem χξϛʹ, co w greckim systemie numerycznym oznacza 666. Niektóre manuskrypty ({\displaystyle {\mathfrak {P}}^{115}}, Kodeks Efrema) podają jednak χιϛʹ (616). Prawdopodobnie rozbieżność powstała stosunkowo wcześnie w wyniku błędu kopisty.
Minuskuł 2344 (Gregory-Aland) przekazuje liczbę 665, starołaciński Codex Ardmachanus przekazuje liczbę 646.

## Interpretacja
Liczbę tę interpretowano i interpretuje się na różne sposoby. 666 to w teologiach większości wyznań chrześcijańskich zaprzeczenie boskiej doskonałości (w tradycji judaistycznej 777 jest „boskim” numerem pełni i doskonałości), a także wypaczenie Trójcy Świętej (oznaczanej 333 – potrójna, czyli święta doskonałość).

### Interpretacja przez gematrię
Istnieje szereg interpretacji numerologicznych, zwykle czerpiących z gematrii. Najczęstsza interpretacja utożsamia Bestię z Neronem (i czasem całym Cesarstwem rzymskim), choć z czasem pojawiły się i takie kojarzące ją np. z urzędem papieskim, ogólnoświatowym systemem politycznym.

#### Neron
„Neron Caesar” w transliteracji z greki, napisany po hebrajsku נרון קסר (wym. neron kesar), zawiera spółgłoski rdzenne NRWN QSR. Odpowiednie litery alfabetu hebrajskiego wyrażają liczby według gematrii:
{\displaystyle 666={\begin{matrix}{\mbox{r}}\\200\end{matrix}}+{\begin{matrix}{\mbox{s}}\\60\end{matrix}}+{\begin{matrix}{\mbox{q}}\\100\end{matrix}}+{\begin{matrix}{\mbox{n}}\\50\end{matrix}}+{\begin{matrix}{\mbox{w}}\\6\end{matrix}}+{\begin{matrix}{\mbox{r}}\\200\end{matrix}}+{\begin{matrix}{\mbox{n}}\\50\end{matrix}}{\mbox{.}}}
Inne teksty z wartością 616, dawały alternatywny tytuł Nerona po aramejsku, będący transliteracją z łaciny: נרו קסר „Nrw Ksr”.
{\displaystyle 616={\begin{matrix}{\mbox{r}}\\200\end{matrix}}+{\begin{matrix}{\mbox{s}}\\60\end{matrix}}+{\begin{matrix}{\mbox{q}}\\100\end{matrix}}+{\begin{matrix}{\mbox{w}}\\6\end{matrix}}+{\begin{matrix}{\mbox{r}}\\200\end{matrix}}+{\begin{matrix}{\mbox{n}}\\50\end{matrix}}{\mbox{.}}}
Adolf Deissmann proponował rozwiązanie bazujące na znaczeniu liczbowym liczby 616 w j. greckim:
Kαίσαρ Θεός (z gr. „cesarz bóg”) = 616 (20+1+10+200+1+100+9+5+70+200).
Według niego 616 była starszą sekretną liczbą, którą Żydzi oznaczyli kult cesarza. Wskazywał na liczne starożytne graffiti, znalezione na terenie greckojęzycznego świata, np. w Pompejach i Pergamonie, dowodząc, że gematria była popularna i szeroko rozpowszechniona w starożytności.

#### Papiestwo
Tytuł „VICARIUS FILII DEI” (z łacińskiego „Wikariusz Syna Boga”) – jest to fraza użyta w „Donacji Konstantyna” na określenie świętego Piotra.
{\displaystyle 666={\begin{matrix}{\mbox{V}}\\5\end{matrix}}+{\begin{matrix}{\mbox{I}}\\1\end{matrix}}+{\begin{matrix}{\mbox{C}}\\100\end{matrix}}+{\begin{matrix}{\mbox{A}}\\0\end{matrix}}+{\begin{matrix}{\mbox{R}}\\0\end{matrix}}+{\begin{matrix}{\mbox{I}}\\1\end{matrix}}+{\begin{matrix}{\mbox{U}}\\5\end{matrix}}+{\begin{matrix}{\mbox{S}}\\0\end{matrix}}+{\begin{matrix}{\mbox{F}}\\0\end{matrix}}+{\begin{matrix}{\mbox{I}}\\1\end{matrix}}+{\begin{matrix}{\mbox{L}}\\50\end{matrix}}+{\begin{matrix}{\mbox{I}}\\1\end{matrix}}+{\begin{matrix}{\mbox{I}}\\1\end{matrix}}+{\begin{matrix}{\mbox{D}}\\500\end{matrix}}+{\begin{matrix}{\mbox{E}}\\0\end{matrix}}+{\begin{matrix}{\mbox{I}}\\1\end{matrix}}{\mbox{.}}}
Fraza ta jest kojarzona z papieżem, choć oficjalny jego tytuł, o identycznym znaczeniu, jest nieco inny: Vicarius Iesu Christi, co nie daje w sumie 666.